# Mimosa adenotricha
Mimosa adenotricha är en ärtväxtart som beskrevs av George Bentham. Mimosa adenotricha ingår i släktet mimosor, och familjen ärtväxter. Inga underarter finns listade i Catalogue of Life.